# Truchas, Spanien
Truchas är en ort och kommun i Spanien.   Den ligger i provinsen León i regionen Kastilien och León, i den nordvästra delen av landet, 310 km nordväst om huvudstaden Madrid.  Antalet invånare är 392 (2024).